# 34e méridien ouest
En géographie, le 34e méridien ouest est le méridien joignant les points de la surface de la Terre dont la longitude est égale à 34° ouest.

## Géographie

### Dimensions
Comme tous les autres méridiens, la longueur du 34e méridien correspond à une demi-circonférence terrestre, soit 20 003,932 km. Au niveau de l'équateur, il est distant du méridien de Greenwich de 3 785 km,.
Avec le 146e méridien est, il forme un grand cercle passant par les pôles géographiques terrestres.

### Régions traversées
En commençant par le pôle Nord et descendant vers le sud au pôle Sud, Le 34e méridien ouest passe par:
| Coordonnées          | Pays, territoire ou mer | Notes |
| -------------------- | ----------------------- | --- |
| 90° 00′ N, 34° 00′ O | Océan Arctique          | |
| 83° 36′ N, 34° 00′ O | Groenland               | |
| 66° 46′ N, 34° 00′ O | Océan Atlantique        | Passe juste à l'ouest de l'Atoll das Rocas, Brésil (at 3° 51′ S, 33° 49′ O)                                                    |
| 60° 00′ S, 34° 00′ O | Océan Austral           | |
| 77° 20′ S, 34° 00′ O | Antarctique             | Liste des territoires à la fois par l' Argentine (Antarctique argentin) et le Royaume-Uni (Territoire antarctique britannique) |